# Омар ел Башир
Омар Хасан Ахмед ел Башир (1. јануар 1944) био је генерал-потпуковник војске Судана, и председник од 1989. до 2019. године, када је свргнут војним пучем са власти.

## Биографија
Рођен је 1944. у месту Хош Банага, јужно од града Картума. Ступио је у суданску војску 1960. године. Студирао је на египатској војној академији, а дипломирао на суданској војној академији у Картуму 1966. године. Од 1975. био је војни аташе у Уједињеним Арапским Емиратима, а 1981. постао је заповедник оклопне падобранске бригаде.
Када се вратио у Судан као пуковник у суданској војсци, Ел Башир је на челу групе незадовољних официра срушио с власти нестабилну владу цивилног премијера Садика ел Махдија у бескрвном пучу 30. јуна 1989. године. Нова војна влада под Баширом је забранила све политичке странке и наметнула исламске законе у целој држави. Башир се затим поставио на чело Револуционарног већа националног спаса, која је држало све овласти у земљи.
Револуционарно веће је распуштено 1993, а Башир се прогласио председником и повећао своја овлашћења. Сва извршна и законодавна власт била је у његовим рукама.
Октобра 2005, Баширова администрација окончала је Други судански грађански рат, један од најкрвавијих ратова у Африци, допустивши ограничену аутономију Јужном Судану. Међутим, отприлике у исто време избио је сукоб у Дарфуру, у коме је према западним изворима страдало између 200.000 и 400.000 људи. Због тога Башир данас држи репутацију једног од најконтроверзнијих вођа данашњице.
Главни тужилац Међународног суда за ратне злочине је у јулу 2008. оптужио Башира за геноцид, злочине против човечности и ратне злочине у региону Дарфура. Суд је издао захтев за изручење 4. марта 2009. због ратних злочина и злочина против човечности, али је закључено да нема довољно доказа за оптужбу за геноцид. Одлуци суда супротставили су се Афричка унија, Арапска лига, Покрет несврстаних и владе Русије и Кине.
Дана 11. априла 2019. после 30 година владавине и великих демонстрација на којима је на десетине људи убијено, свргнут је са власти војним пучем који је извео генерал Ахмед Авад, после чега је стављен у кућни притвор, а власт у земљи је преузела војска која је распустила парламент до избора 2020. године.